# Aeropuerto Internacional Ing. Alberto Acuña Ongay
El Aeropuerto Internacional Ingeniero Alberto Acuña Ongay o Aeropuerto Internacional de Campeche (Código IATA: CPE - Código OACI: MMCP - Código DGAC: CPE), es un aeropuerto internacional localizado a 9 kilómetros de la ciudad de Campeche, Campeche, México. Es operado por Olmeca-Maya-Mexica, una corporación del gobierno federal.

## Historia
Fue incorporado a la Red ASA en 1965, cuenta con una superficie de 400 hectáreas aproximadamente y su plataforma para la aviación comercial es de 1.62 hectáreas; además cuenta con tres posiciones y una pista de 2.5 kilómetros de longitud, apta para recibir aviones Boeing 737 y Airbus A320.
Para el 2021, Campeche recibió a 134,601 pasajeros, mientras que en 2022 fueron 144,013 según datos publicados por Aeropuertos y Servicios Auxiliares.

## Características
Posee estacionamiento propio, con capacidad de 140 lugares. También ofrece los servicios de alquiler de carros y transporte terrestre.
Su horario oficial de operación es de las 7:00 a las 19:00 horas.

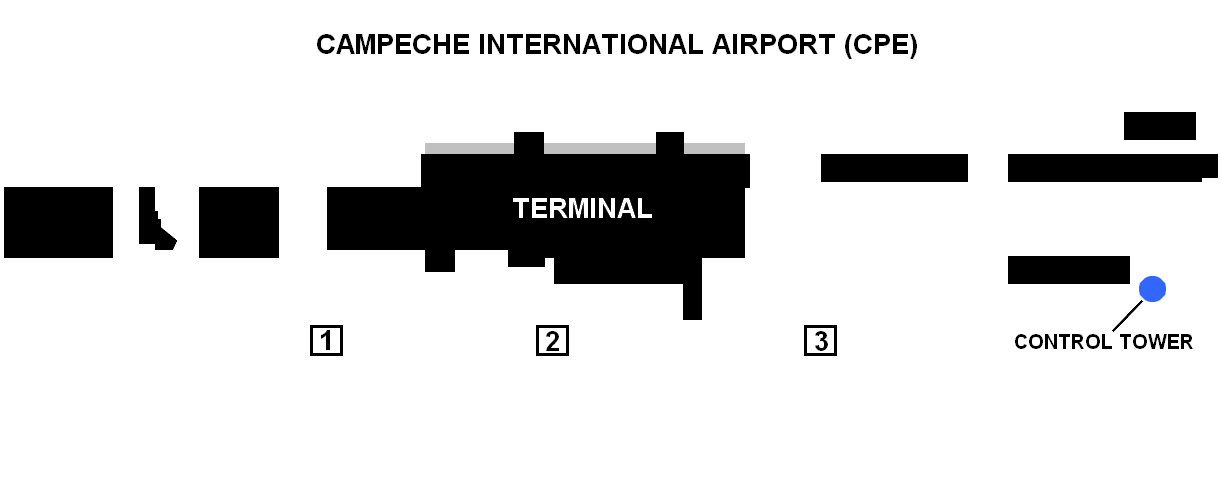
Mapa de la Terminal.

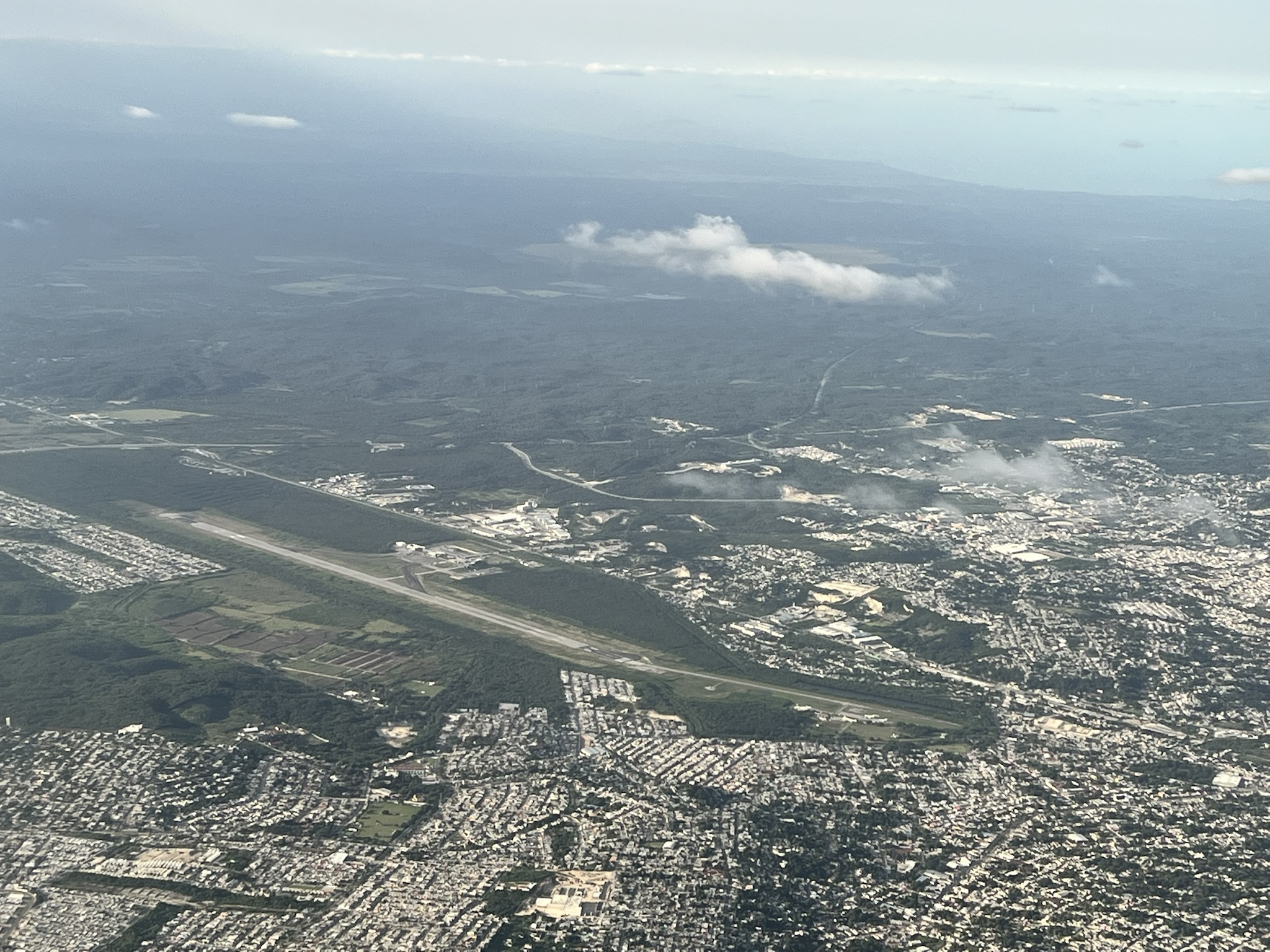
Vista aérea del aeropuerto.

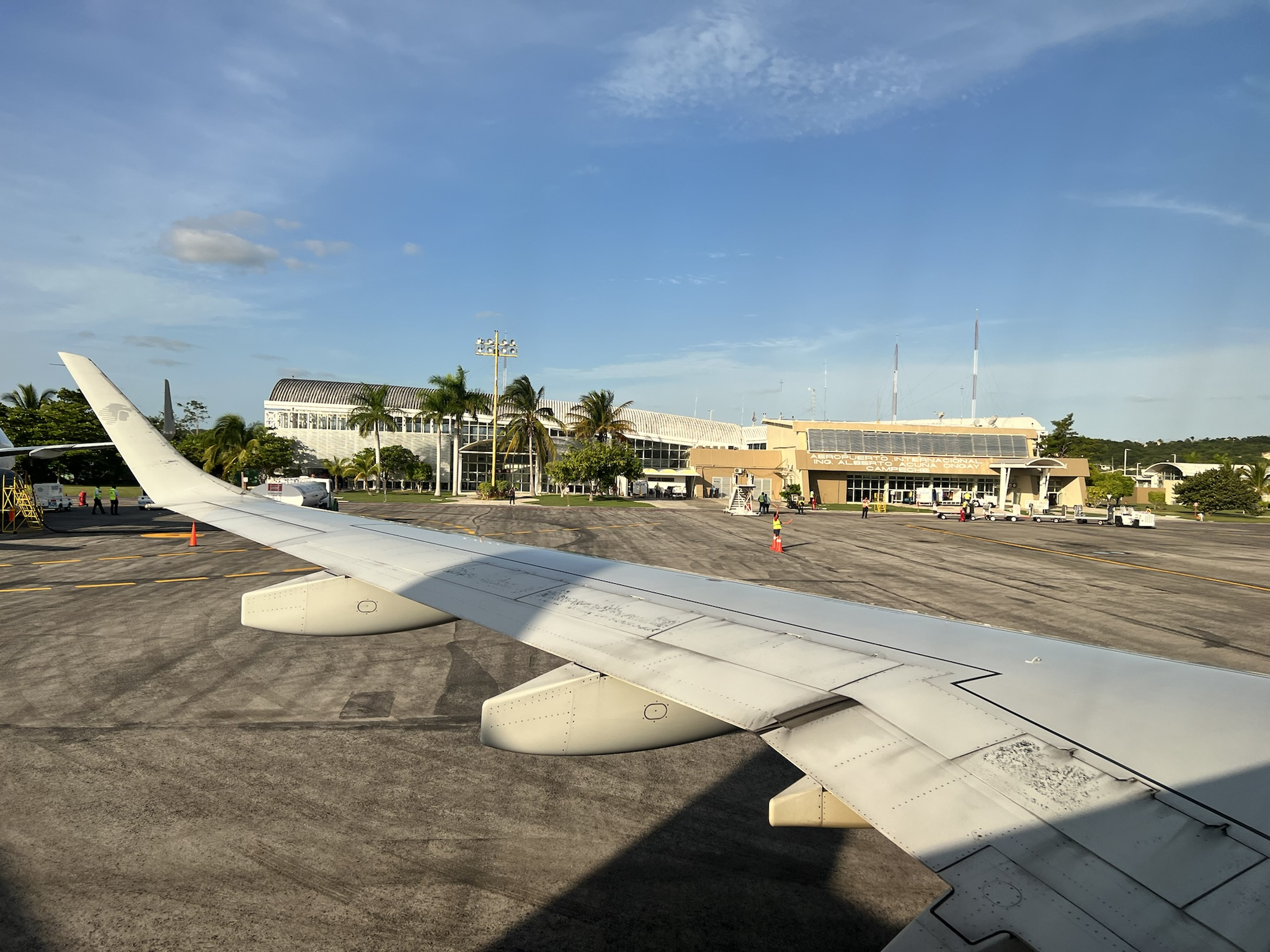
Lado aire del aeropuerto.

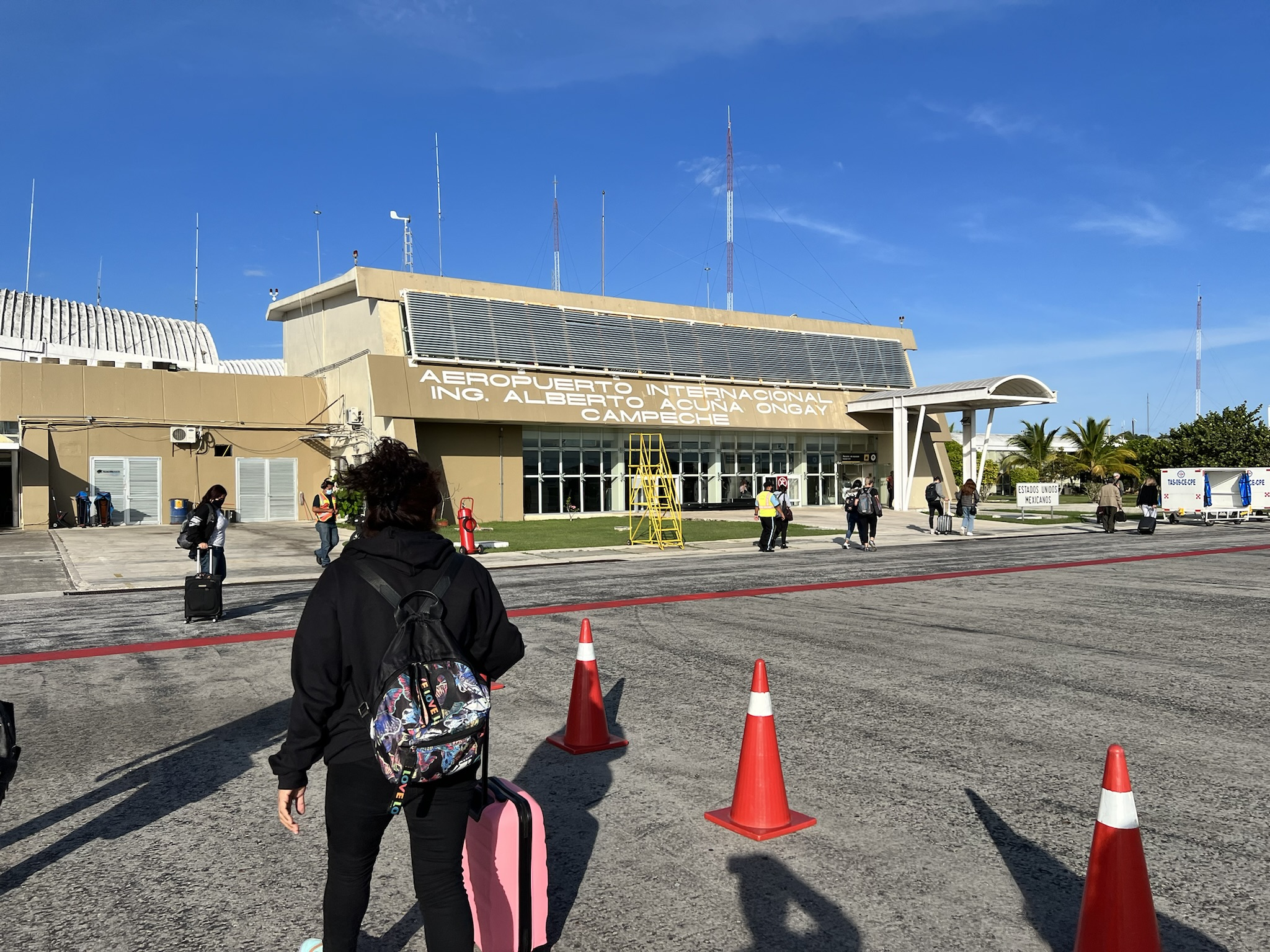
Lado aire del aeropuerto.

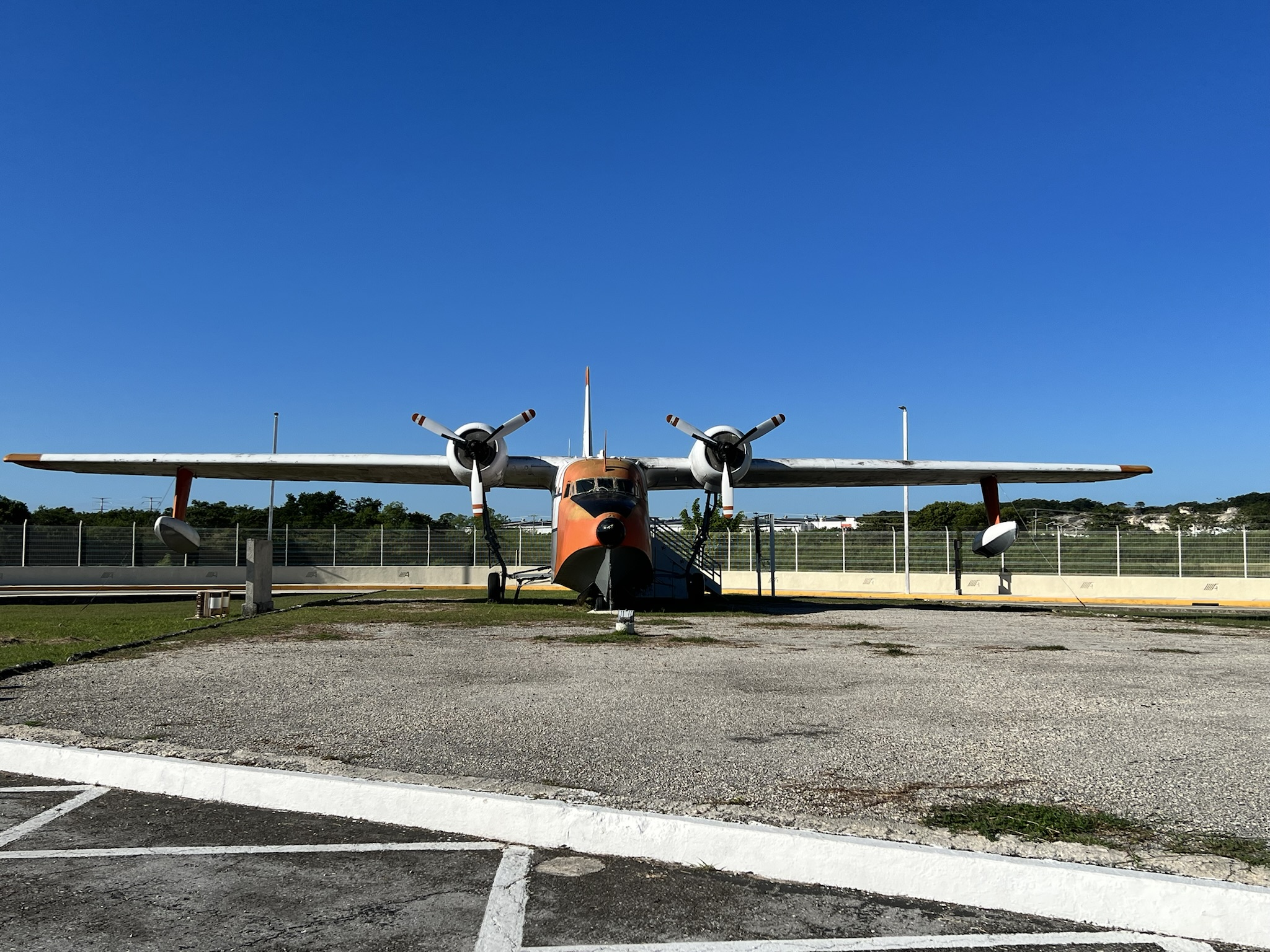
Avión de la Ciencia en el aeropuerto.

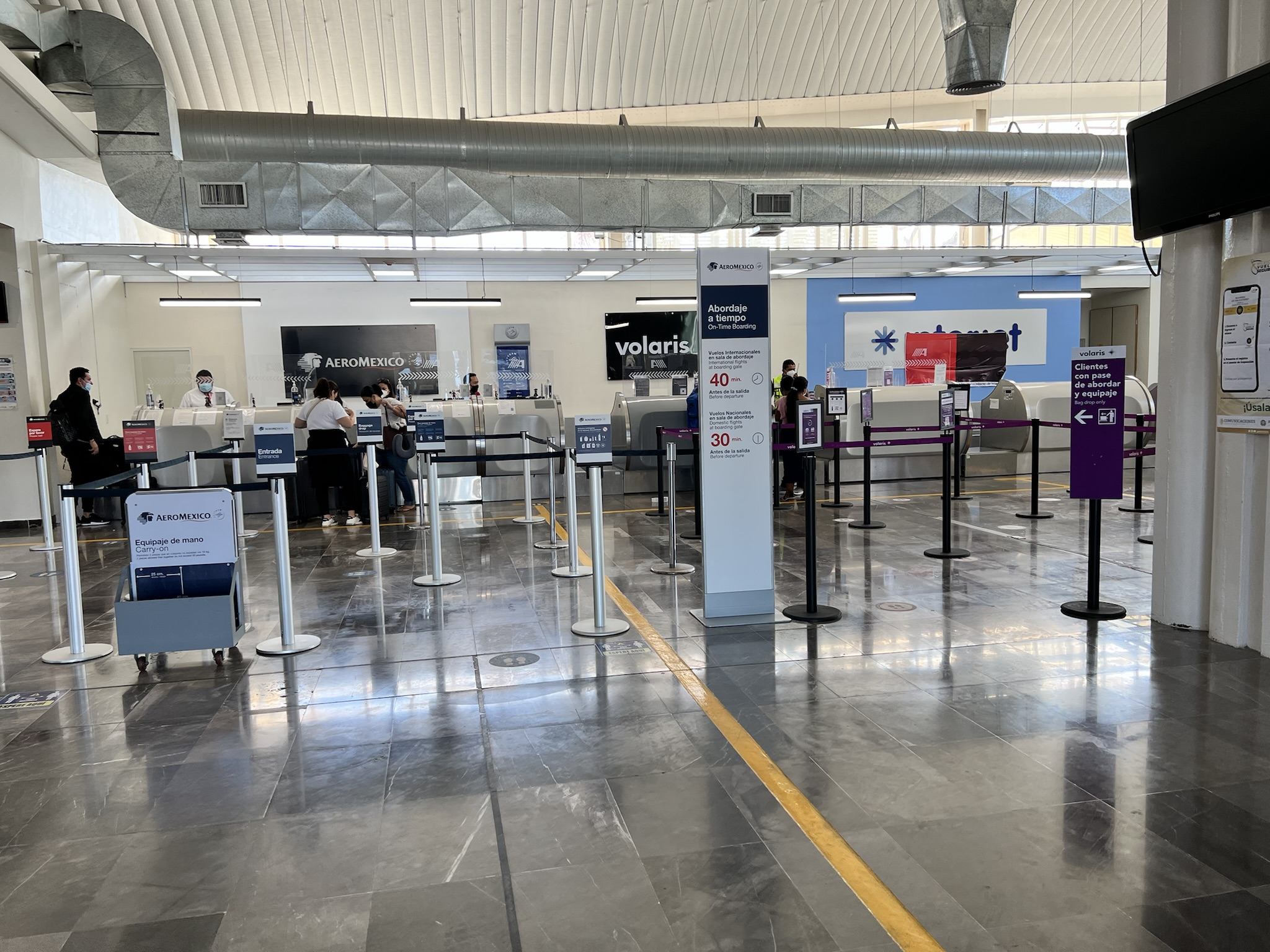
Mostradores de documentación del aeropuerto.

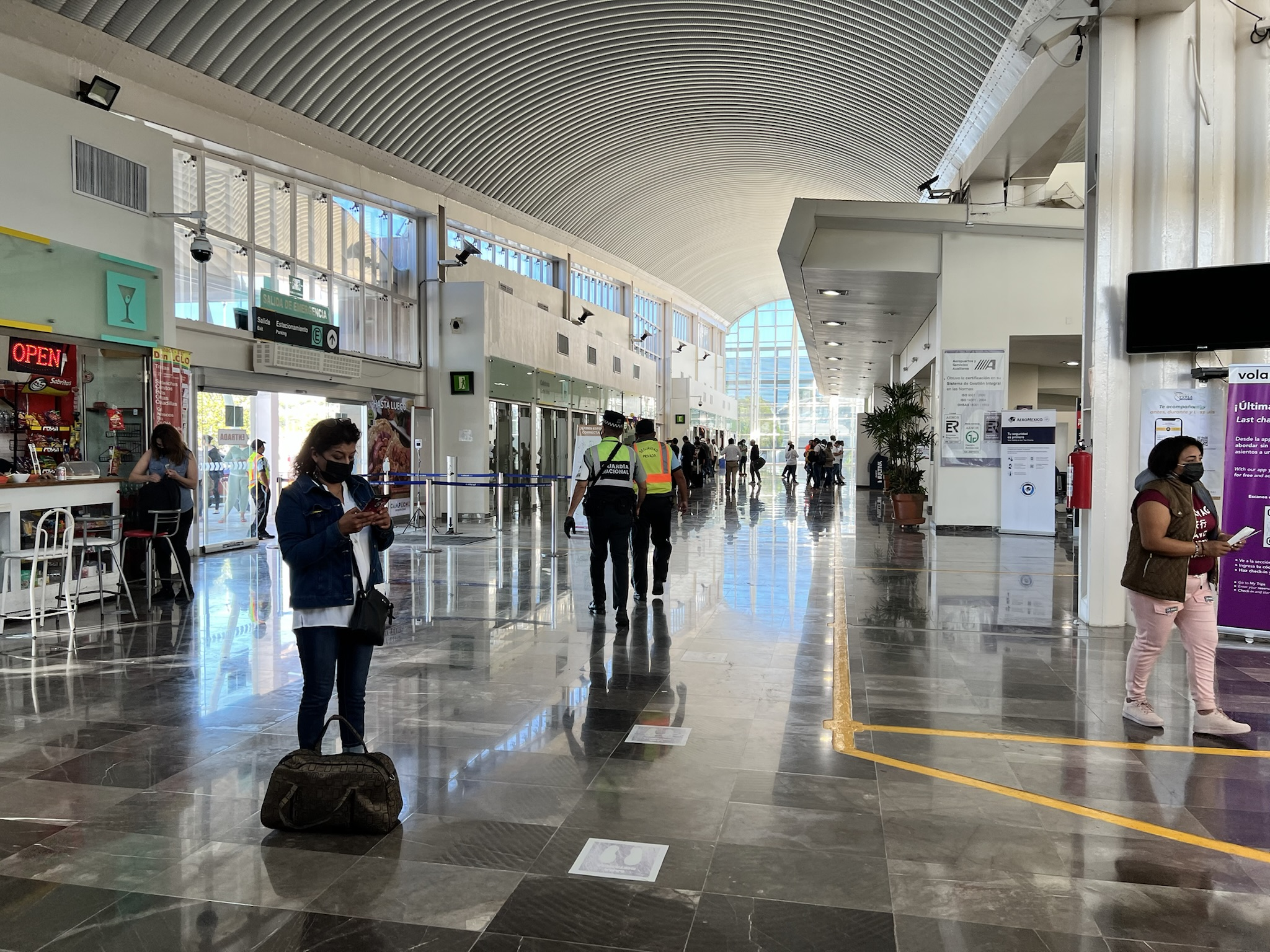
Pasillo principal del aeropuerto.

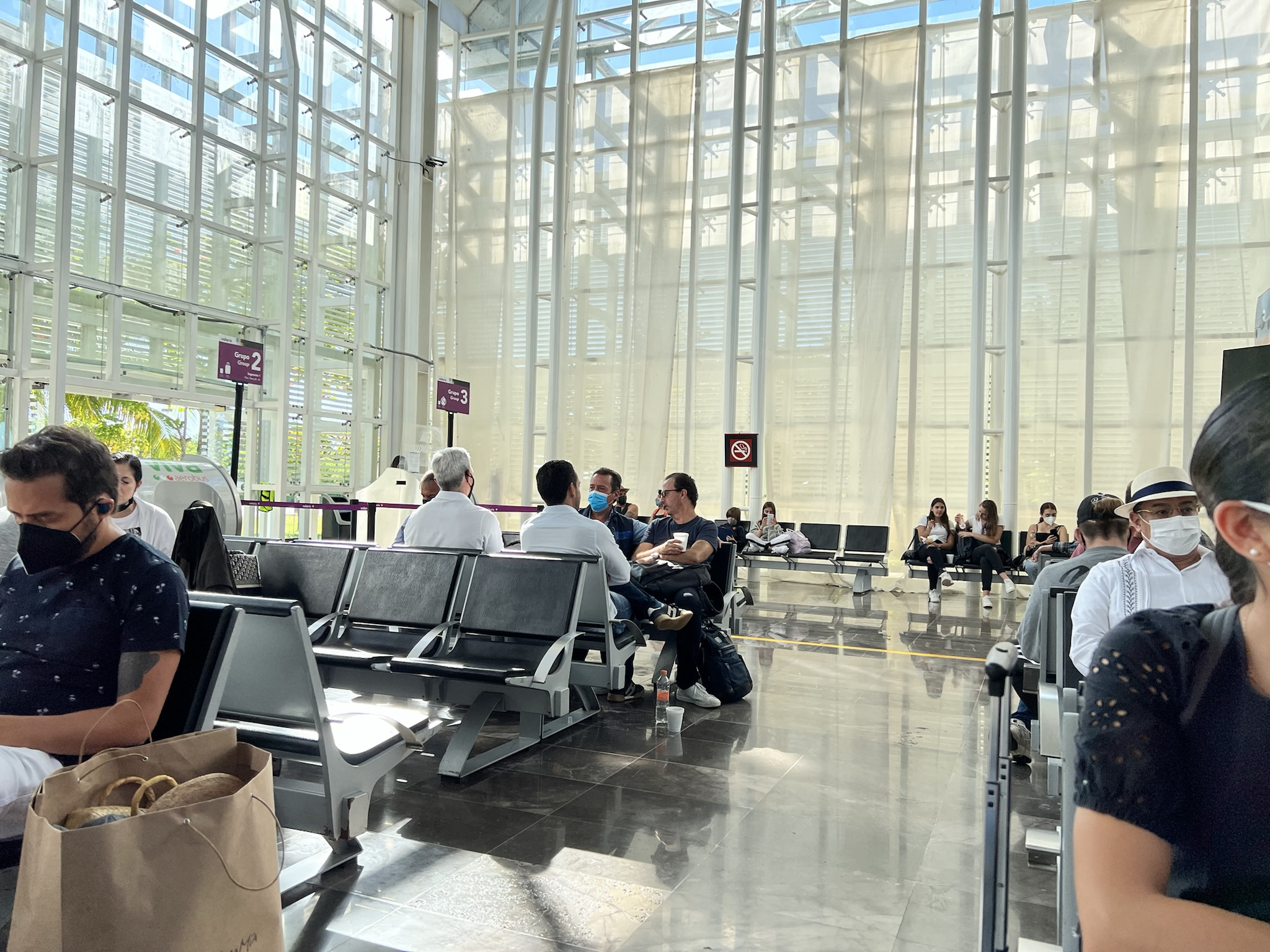
Sala de última espera del aeropuerto.

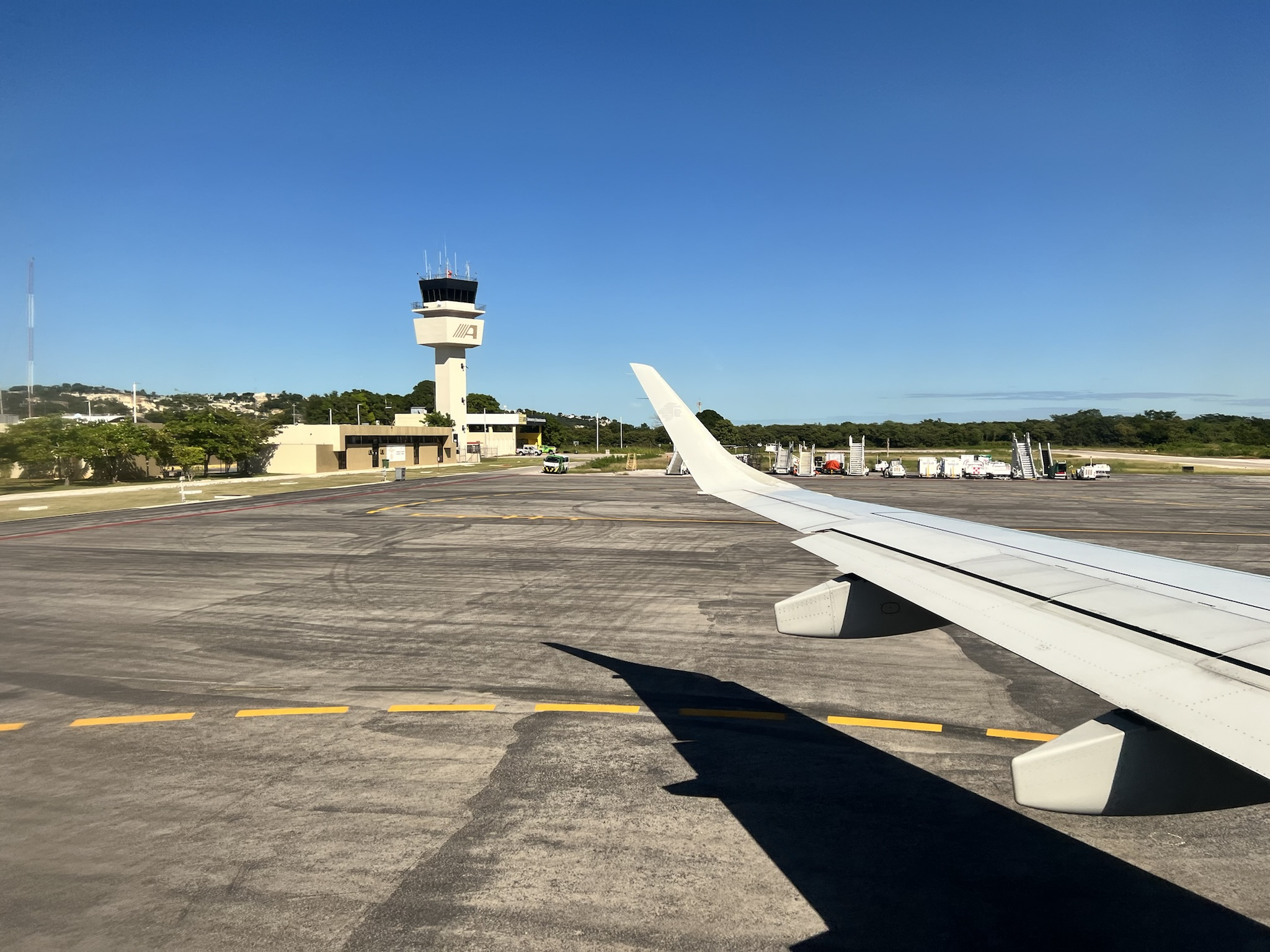
Torre de contro del aeropuerto.

## Aerolíneas y destinos

### Pasajeros
| Destinos por aerolínea                               | Destinos por aerolínea | Destinos por aerolínea |
| Aerolínea                                            | Destinos               |                        |
| ---------------------------------------------------- | ---------------------- | ---------------------- |
| Aeroméxico Connect                                   | Ciudad de México       |                        |
| Total: 1 destino (nacional), 1 aerolíneas (nacional) |                        |                        |

### Destinos nacionales
Se brinda servicio a 1 ciudad dentro del país a cargo de 1 aerolínea.
| Ciudad de México (MEX) | • |   | 1 |
| Total                  | 1 | 0 | 1 |

## Estadísticas

### Tráfico anual
Según datos publicados por la Agencia Federal de Aviación Civil, en 2022 el aeropuerto recibió 144,013 pasajeros, un incremento del 6.99% con el año anterior. 
| Año  | Pasajeros Totales | cambio en % | Movimiento de carga (t) | Operaciones aéreas |
| 2006 | 76,734            | Sin cambios | 11                      | 4,647              |
| 2007 | 89,866            | 17.11%      | 30                      | 5,521              |
| 2008 | 99,549            | 10.77%      | 6                       | 5,495              |
| 2009 | 89,680            | 9.91%       | 1                       | 5,171              |
| 2010 | 103,514           | 15.42%      | -                       | 5,315              |
| 2011 | 113,169           | 9.32%       | -                       | 5,157              |
| 2012 | 148,447           | 31.17%      | -                       | 5,132              |
| 2013 | 166,271           | 12.00%      | 56                      | 4,932              |
| 2014 | 190,535           | 14.59%      | 6                       | 5,731              |
| 2015 | 181,751           | 4.61%       | 107                     | 5,784              |
| 2016 | 183,369           | 0.89%       | 162                     | 5,340              |
| 2017 | 178,675           | 2.55%       | 155                     | 4,809              |
| 2018 | 165,185           | 7.55%       | 204                     | 4,740              |
| 2019 | 164,919           | 0.16%       | 277                     | 4,768              |
| 2020 | 75,061            | 54.49%      | 174                     | 3,633              |
| 2021 | 134,601           | 79.32%      | 240                     | 4,436              |
| 2022 | 144,013           | 6.99%       | 323                     | 3,333              |
| 2023 | 107,892           |             | 339                     | 3,715              |
| 2024 | 133,377           |             | 395                     | 3,675              |
| ---- | ----------------- | ----------- | ----------------------- | ------------------ |

## Aeropuertos cercanos
Los aeropuertos más cercanos son:
- Aeropuerto Internacional de Mérida (151km)
- Aeropuerto Internacional de Ciudad del Carmen (189km)
- Aeropuerto Internacional de Chetumal (273km)
- Aeropuerto de Corozal (273km)
- Aeropuerto de Cayo Chapel (299km)